# Pallone d'oro 1957
Il Pallone d'oro 1957, 2ª edizione del premio calcistico istituito dalla rivista francese France Football, fu vinto dall'argentino naturalizzato spagnolo Alfredo Di Stéfano (Real Madrid).

## Giuria, sistema di voto ed esiti
Il premio venne assegnato da una giuria composta da 16 giornalisti, provenienti da Austria, Belgio, Cecoslovacchia, Francia, Germania Ovest, Grecia, Inghilterra, Italia, Jugoslavia, Paesi Bassi, Portogallo, Spagna, Svezia, Svizzera, Turchia e Ungheria.
Ogni componente del consesso doveva indicare i cinque migliori calciatori per l'anno solare 1957, mettendoli in ordine di merito. Al primo giocatore sarebbero stati assegnati 5 punti, al secondo 4 e così di seguito fino al quinto che avrebbe ricevuto 1 punto.
In questo modo avrebbero dovuto essere ripartiti 240 punti complessivi. Il massimo punteggio individuale sarebbe stato di 80, ottenibile nel caso in cui tutti i giurati avessero indicato lo stesso miglior giocatore dell'anno. In effetti, però, vennero assegnati 241 punti, giacché uno dei votanti indicò due giocatori pari merito al 5º posto.
Gli esiti della votazione, che premiava Alfredo Di Stefano, fu pubblicato sul numero 613 di France Football, in edicola dal 17 dicembre 1957.